# Quellitzhof
Quellitzhof (früher auch Quellitz genannt) ist ein Gemeindeteil der Gemeinde Gattendorf im Landkreis Hof (Oberfranken, Bayern). Quellitzhof liegt in der Gemarkung Gattendorf.

## Geografie
Die Einöde liegt auf freier Flur, die unmittelbar östlich von einer Hochspannungsleitung durchschnitten wird. Im Südosten befindet sich ein Windpark, im Südwesten ein Diabas-Steinbruch. Ein Anliegerweg führt nach Schloßgattendorf (1,6 km nördlich).

## Geschichte
Von 1797 bis 1810 unterstand Quellitzhof dem Justiz- und Kammeramt Hof. Infolge des Ersten Gemeindeedikts wurde Quellitzhof dem 1812 gebildeten Steuerdistrikt Gattendorf und der zugleich entstandenen Ruralgemeinde Gattendorf zugewiesen.

### Einwohnerentwicklung
| Jahr      | 1819  | 1861  | 1871  | 1885   | 1900   | 1925   | 1950   | 1961   | 1970   | 1987  | 2015   |
| Einwohner | *     | 8     | 7     | 5      | 3      | 7      | 5      | 7      | 9      | 6     | †2     |
| Häuser    |       |       |       | 1      | 1      | 1      | 1      | 1      |        | 1     |        |
| Quelle    | [ 6 ] | [ 9 ] | [ 2 ] | [ 10 ] | [ 11 ] | [ 12 ] | [ 13 ] | [ 14 ] | [ 15 ] | [ 1 ] | [ 16 ] |

## Religion
Quellitzhof ist evangelisch-lutherisch geprägt und bis heute nach Quellitzhof gepfarrt.